# Ján Hluchý
Ján Hluchý (Nové Mesto nad Váhom, 7 febbraio 1925 – 13 luglio 1994) è stato un cestista e allenatore di pallacanestro cecoslovacco.

## Carriera
Con la Cecoslovacchia ha disputato i Campionati europei del 1946.
Da allenatore ha guidato la Cecoslovacchia ai Campionati mondiali del 1971 e a due edizioni dei Campionati europei (1960, 1970).
Ha guidato anche l'Austria ai Campionati europei del 1977.

## Palmarès

### Allenatore
- Campionato cecoslovacco: 1

Baník Prievidza: 1988-89